# Atelia javana
Atelia javana är en tvåvingeart som beskrevs av Günther Enderlein 1934. Atelia javana ingår i släktet Atelia och familjen husflugor. Inga underarter finns listade i Catalogue of Life.